# Paphiopedilum vietnamense
Paphiopedilum vietnamense är en orkidéart som beskrevs av Olaf Gruss och Holger Perner. Paphiopedilum vietnamense ingår i släktet Paphiopedilum och familjen orkidéer.
Artens utbredningsområde är Vietnam. Inga underarter finns listade i Catalogue of Life.

## Bildgalleri

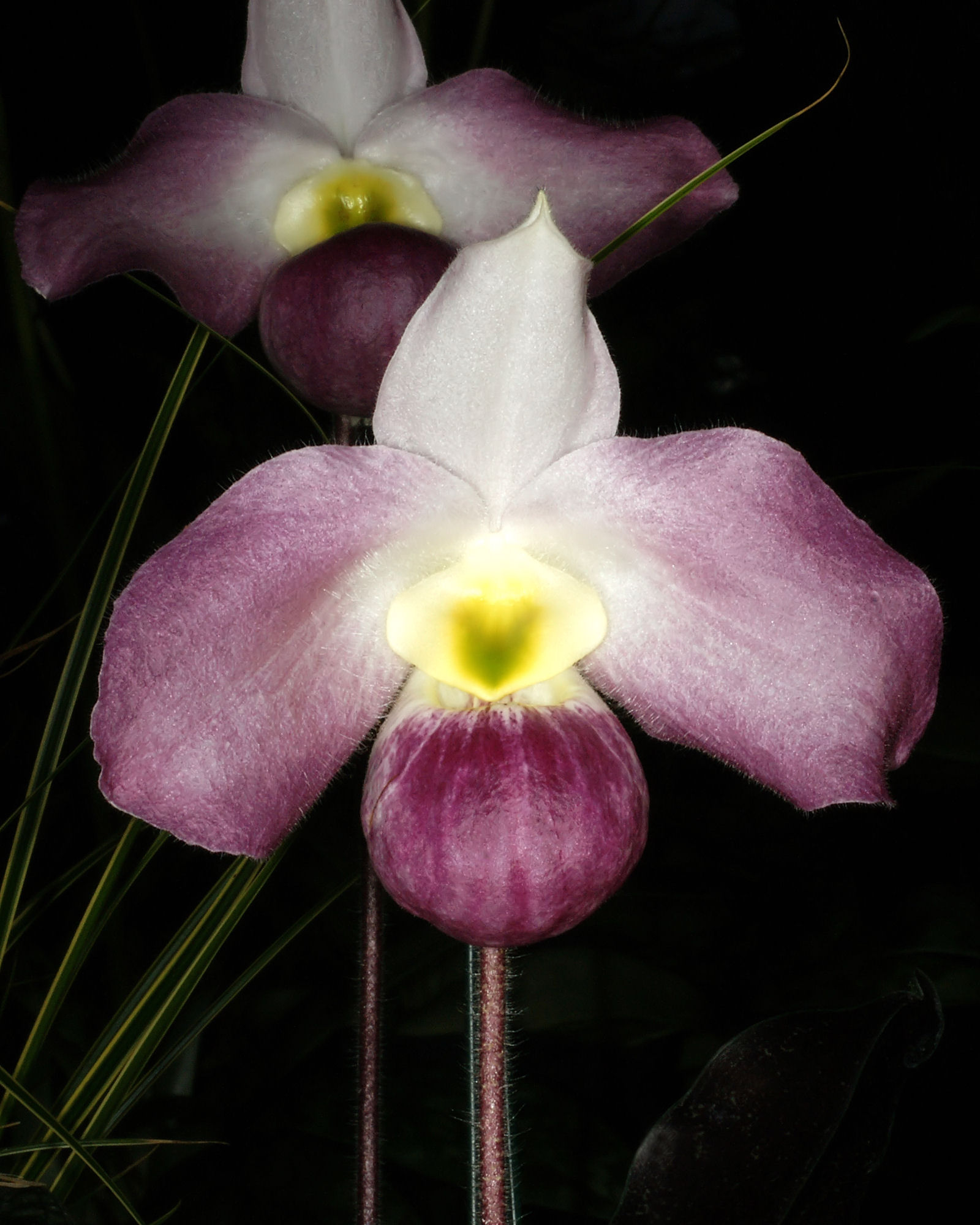
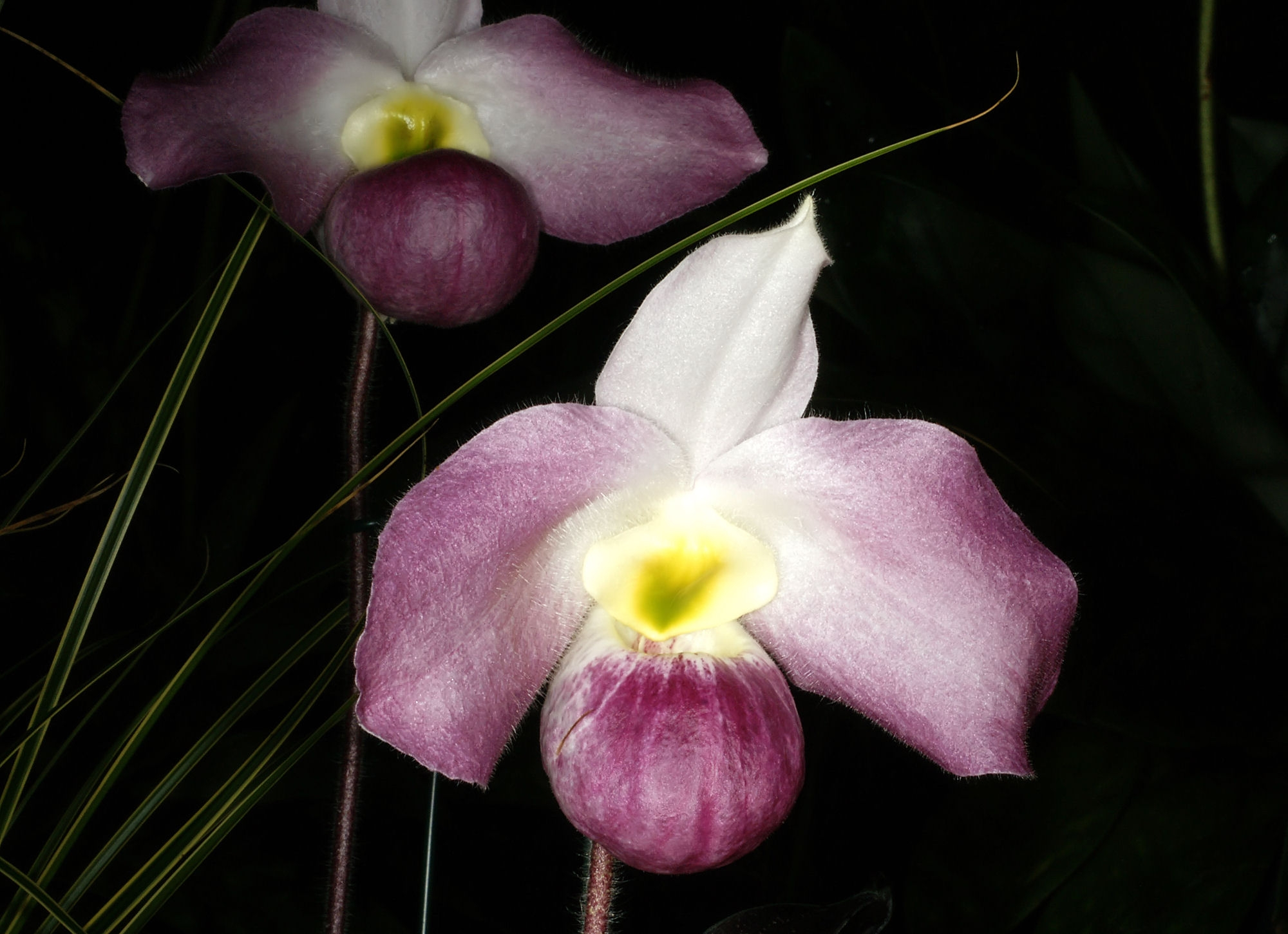
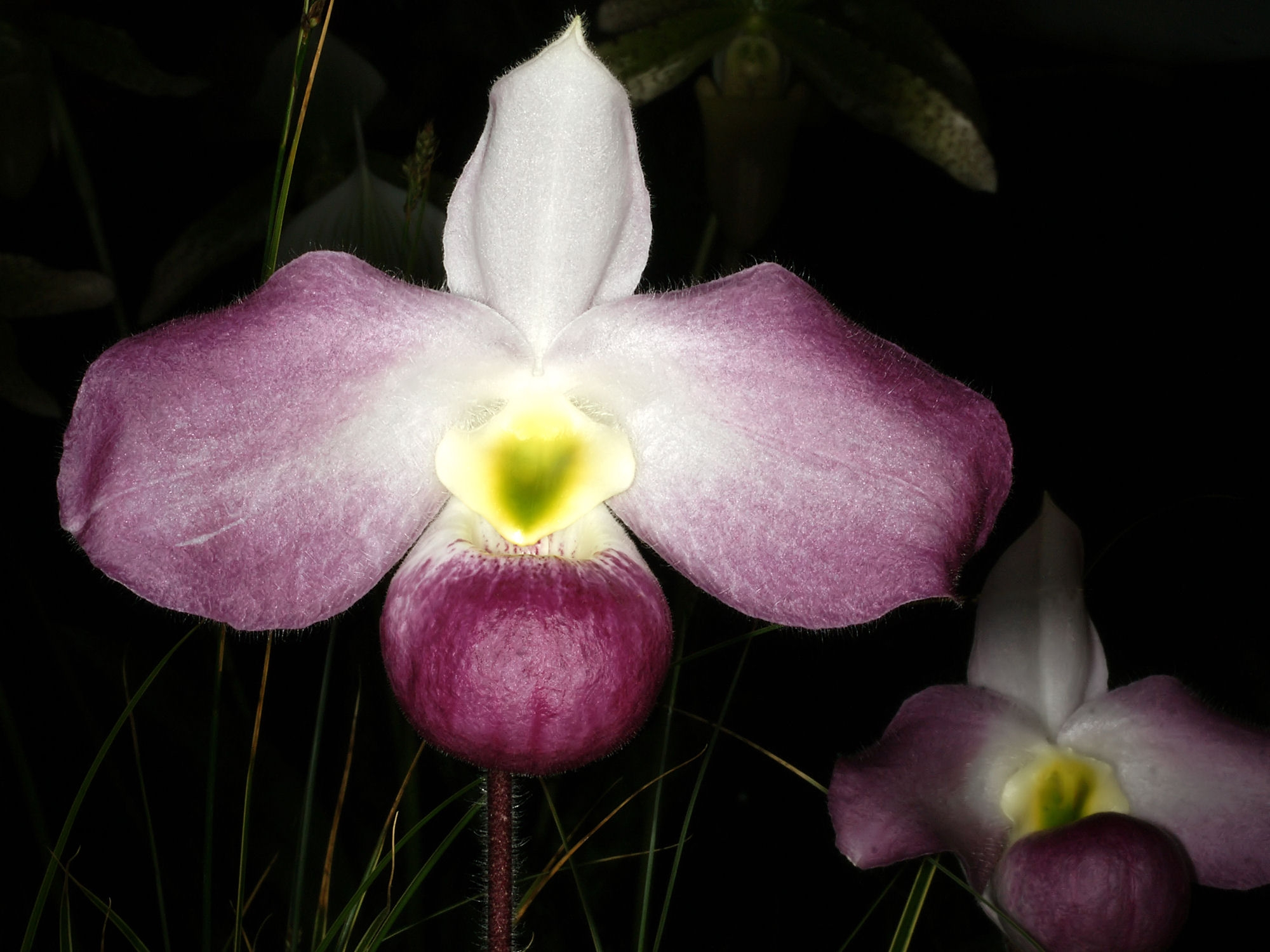
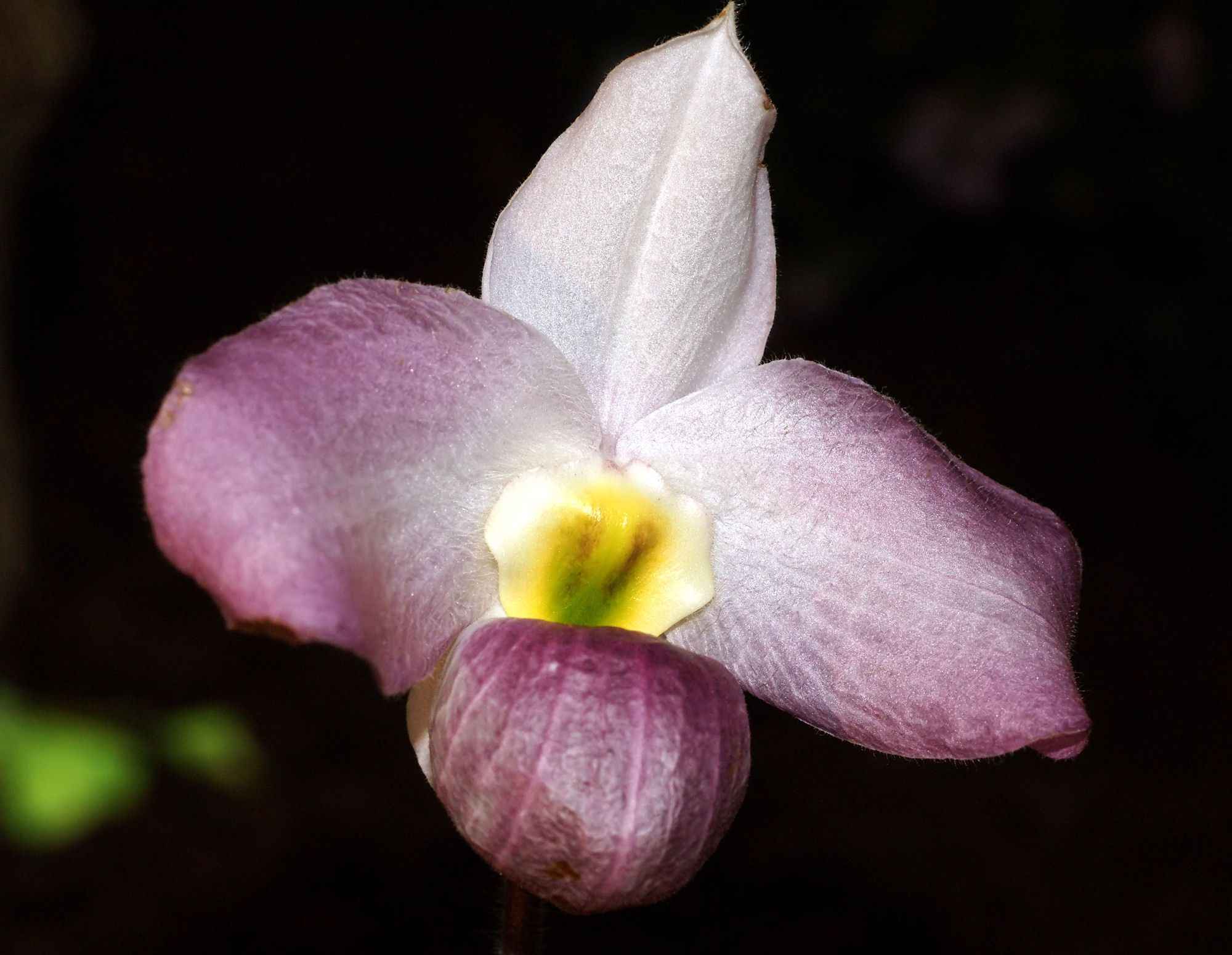
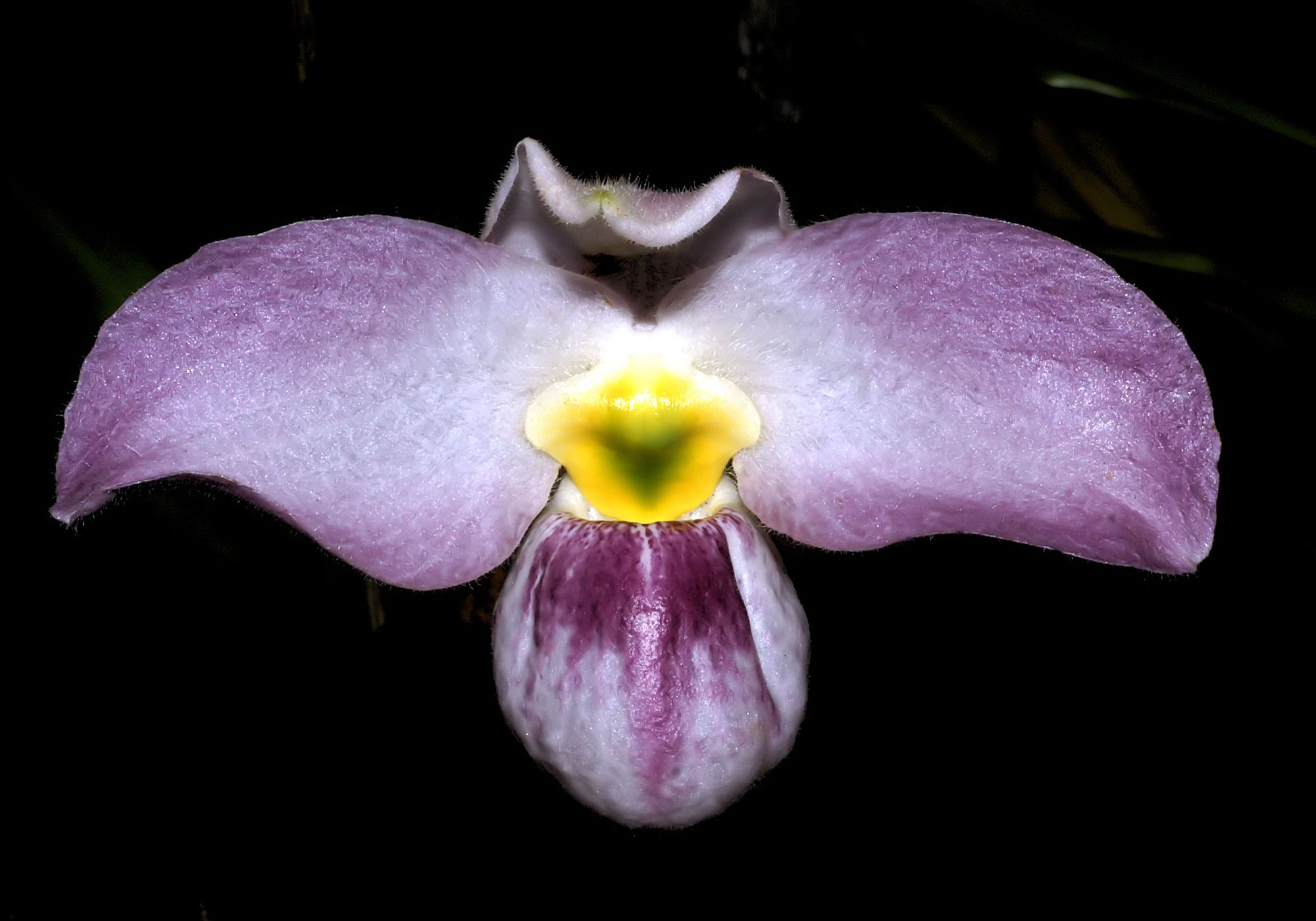
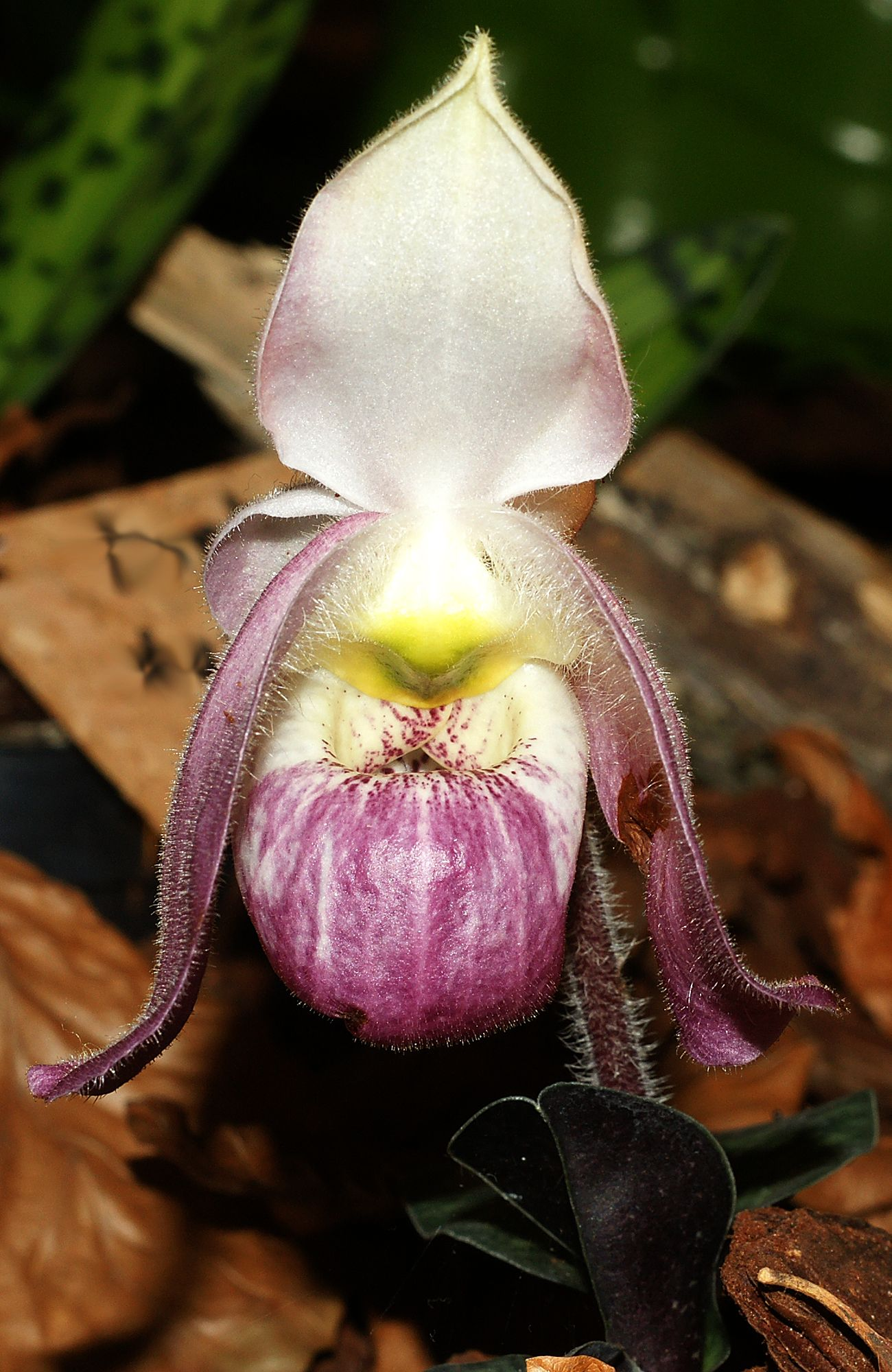